# 濘盲鰻
濘盲鰻，（學名：[Myxine limosa] 错误：{{Lang}}：文本有斜体标记（帮助））為盲鳗科盲鰻屬的其中一種，分布於西大西洋戴維斯海峽至墨西哥灣海域，為深海魚類，棲息深度75-1006公尺，體延長呈圓柱狀，體後方側扁，眼退化為皮膚所覆蓋，無上下頜，具6對觸鬚，6個鰓囊，體色紅棕色到深紫色，體長可達56.5公分，棲息在泥底質海域，屬肉食性，沒有交配器官，性腺位於腹膜腔內，卵巢位於性腺的前部，睾丸位於性腺的後部，若性腺的顱部發育，則動物成為雌性；若性腺的尾部發生分化，則動物成為雄性，生活習性不明。